# Народна библиотека „Веселин Маслеша“ у Лакташима
Народна библиотека „Веселин Маслеша“ у Лакташима од својих првих видова кроз покретне библиотеке па до данас представља најзначајнијег носиоца културних активности на подручју Лакташа. Библиотека се налази у Карађорђевој улици бр. 58, на територији Лакташа. Библиотека представља стуб културе и знања, што доказује дуготрајно трајање ове институције.

## Историјат
Почеци библиотечке дјелатности на подручју данашње општине Лакташи почињу још у вријеме Краљевине Југославије.
Писани трагови говоре да су прве народне књижнице и читаонице – претече данашњих библиотека на овој територији постојале већ 1923. године у Лакташима, Друговићима и Слатини. Биле су то покретне књижнице, које су дјеловале као испоставе Просвјетине централне библиотеке и у просјеку су посједовале око 80 наслова. 1927. године отворена је Сеоска читаоница у Косјерову, а већ 1929. године Слатина добија прву сталну књижницу са почетним фондом од 100 наслова.
Осим основног задатка – ширења писмености народа, фонд ове библиотеке, у великој мјери, су користили и бањски гости. Наведене библиотеке су до 1936. значајно обогатиле свој фонд те су поменуте године посједовале Лакташи 116, Друговићи 145, а Слатина 475 наслова.
Школске 1930.-1931. године се формирају и школске библиотеке у Маглајанима, Клашницама, Чардачанима и Слатини. Ова насеља 1939. године добијају сеоске књижнице и читаонице које су дјеловале у оквиру Одбора и повјеренстава Културног друштва Змијање.
Током Другог свјетског рата рад постојећих библиотека је прекинут и већина кориштених објеката је уништена или оштећена, те се по завршетку рата, ради на обнављању, јако на објектима, тако и на културном раду.
Прва самостална општинска библиотека отворена је 24. априла 1950. године и располагала је фондом од 417 књига. 1964. године библиотека је већ посједовала 1891 књигу и тада је била у саставу Културно-просвјетног вијећа Општине. Рад библиотеке је прекинут катастрофалним земљотресом 1969. године који је тада погодио то подручје. Књиге које су тада сачуване (око 500 томова), прикупила је Општинска организација Савеза социјалистичке омладине, која их је, уз одобрење локалне власти, заједно са новим поклоњеним обрадила, чувала и давала на читање.
У то вријеме Лакташи су били једна од четири општине на подручју БиХ која није имала библиотеку. Акцијом Одбора за ширење књиге Културно-просвјетне заједнице БиХ у склопу Народног универзитета, поново је формирана Библиотека 1. априла 1972. године. Тада је на поклон добила 15.000 наслова од Издавачког предузећа „Веселин Маслеша“ и запослен је први пут стални библиотечки радник. Смјештена у монтажну зграду основне школе, која се претходне године преселила у нове просторије, а у октобру исте године почела са радом под називом Народна библиотека „Веселин Маслеша“ Лакташи.
У наредном периоду из године у годину књижни фонд библиотеке је растао и повећавао се број корисника.
Године 1976. Библиотека је преселила у нову зграду која се налазила у самом центру, уз зграду Скупштине општине, што је додатно утицало на повећање број читалаца, а 1982. године Библиотека прелази у просторије новоизграђеног Дома културе. У новим просторијама се стичу услови за формирање два засебна одјељења: Информативно-позајмног одјељења за одрасле и одјељења за дјецу. Порастао је и број културних програма и манифестација, које је библиотека организовала.
Током рата од 1992.-1995. године Библиотека је, као и остале институције радила у отежаним условима, без нормалних услова за рад. Занимљива чињеница је то да је, све од свог постајања, баш у том периоду имала рекордан број корисника и прочитаних књига.
Издвајање и осамостаљивање библиотеке услиједило је 1997. године под истим називом као и данас.

### Библиотека данас
Данас Библиотека ради као самостална установа под називом ЈУ Народна библиотека „Веселин Маслеша“ Лакташи и један је од носилаца културног развоја општине. Налази се у згради ЈУ „Центар за културу и образовање“ и користи простор од 196 m2. Располаже фондом од око 32.000 књига, разврстаних у 4 одјељења: Информативно-позајмно одјељење за одрасле, дјечије одјељење, фонд Завичајне збирке и читаоничко одјељење, при којем дјелују студијска и читаоница периодике.
Библиотека је активан учесник у свим културним манифестацијама на општини. У свом раду остварује контакте са низом партнерских установа из свих сектора, како на подручју општине, тако и у ширем окружењу. Самостално организује бројне књижевне сусрете и промоције књига, а организатор је и традиционалних манифестација „Дани библиотеке“ и „Библиотеци у походе“.
У пригодним програмима припремљеним за те прилике, представљају се, не само значајних писци и други умјетници из локалне заједнице и окружења, него активно учешће у програму узимају и чланови наших секција.
У библиотеци ради 6 стручних радника.

## Дјечије одјељење
Дјечије одјељење ЈУ Народна библиотека „Веселин Маслеша“ пружа услуге читаоцима до 14 година. Рад са дјецом првенствено има за циљ да ту групу корисника оспособи за самостални избор књига и да код њих развије сопствени читалачки укус, јер се читалачка публика обликује још од најранијег дјетињства гдје се млади читалац, преко дјечијег одјељења, као прве станице, полако уводи у свијет озбиљне књижевности.
Фонд одјељења садржи око 10.000 библиотечких јединица и редовно се обогаћује новим насловима. Већи дио фонда чине наслови школске лектире, необавезне белетристике, као и сликовнице за дјецу предшколског узраста. Одјељење има и скромну збирку енциклопедија, рјечника, лексикона и атласа, која се користи у просторијама библиотеке. Цјелокупна литература је прегледно распоређена на полицама према систему УДК-а и узрасту корисника којима је намијењена.
На овом одјељењу осим услуга издавања књига, дјеци су омогућене и резервације књига које су тренутно на читању. Такође, дјеци је на располагању и један рачунар на којем могу израђивати различите реферате и семинарске радове, али и играти различите едукативне и забавне игрице.
Дјечије одјељење кроз свој рад труди да изгради имиџ, не само мјеста гдје се могу посудити добре књиге, него и мјеста гдје дијете може угодно и корисно провести своје слободно вријеме. Из тих разлога покренути су и различити програми креативног рада са дјецом. Седмично једном одржавају се секције „Креативна радионица“ и „Мали библиотекари“, а свакодневно је активан и кутак друштвених игара.
Свим члановима дјечијег одјељења омогућен је бесплатан упис у читаоницу периодике.

## Информативно-позајмно одјељење
Информативно-позајмно одјељење је највеће одјељење у библиотеци, како по броју књига, тако и по броју корисника. Читаоцима је на располагању око 20.000 књига. Поред обавезне лектире за средњошколце и стручне литературе из различитих области, већину фонда сачињава белетристика. Постојећим књигама константно се попуњава фонд са најсавременијим насловима.
Корисницима Одјељења пружају се услуге издавања, препоруке и резервације публикација, помоћ при коришћењу лисних каталога и електронског каталога као и услуге стручне помоћи при изради матурских, семинарских, дипломских, магистарских и других радова.
Такође, информативно позајмно одјељење посједује солидан фонд књига на страним језицима и скроман фонд старе и ријетке књиге, тј. раритета, а повремено се постављају тематске и друге врсте изложби којима се промовише фонд којим одјељење располаже.

## Завичајна збирка
Драгоцјена, веома специфична грађа посебне намјене којима се промовише наша општина и њени грађани се налази у фонду Завичајне збирке. Грађа овог фонда се годинама сакупљала, али су се тек 1999. године стекли услови за њезино успостављање и систематско обрађивање. Од тада ова збирка дјелује као организована цјелина библиотеке.
Њен основни задатак је да прикупи, обради, чува и даје на коришћење сав доступан материјал, који се односи на ужи завичај. Зато се с правом може рећи да је она ризница нашег завичаја, односно да чува од заборава прошлост и њезине вриједности. Материјал завичајне збирке обухвата све аспекте друштвеног, привредног и културног живота једне заједнице и воема је разноврсан.
Фонд Завичајне збирке се континуирано презентује путем изложби у холу читаонице, а најсвеобухватније представљање овог фонда организовано је 2001. године када је постављена изложба „Лакташи кроз вијекове“ која се састојала од три цјелине: музејских експоната, етнолошке збирке нашег краја и хемеротечког материјала с почетка и краја 20. вијека. У сарадњи са Архивом РС, Музејом РС, Заводом за заштиту споменика, Националном и универзитетском библиотеком РС тада је знатно обогаћена грађа ове збирке.
Сва грађа из фонда Завичајне збирке је доступна читаоцима искључиво у просторијама библиотеке.

## Одјељење обраде
На овом одјељењу се врши стручна обрада књига по свим библиотечким прописима и међународним стандардима УДК. Израђују се и уредно одржавају каталози, а посљедњих десетак година интензивно се ради на формирању електронске базе података. Библиотека посједује лисне алфабетске каталоге (ауторски и предметни), који представљају значајан извор информација о публикацијама обрађеним на класичан начин.
Од 2005. године у Библиотеци је присутна електронска обрада публикација, која се врши путем библиотечког програмског пакета Winisis. При изради електронског каталога, односно формирања електронске базе података, приоритет се даје новонабављеним публикацијама, због њихове актуелности, а други сегмент обраде је унос старог фонда у електронски каталог. Овај својеврсни информациони систем омогућава комуникацију корисника са књижним фондом и пружа информације о публикацијама које Библиотека посједује.

## Студијска и читаоница периодике
Од 14. септембра 1999. године у саставу Народне библиотеке „Веселин Маслеша“ Лакташи раде и Студијска читаоница, те читаоница периодике.
Студијска читаоница је намијењена искључиво студентима, ученицима и научним радницима. Располаже са 16 мјеста и фондом од око двије хиљаде наслова пробране стручне и рефералне књиге из свих области људског знања. Читаоница такође посједује 4 рачунара са сталном интернет конекцијом, који су на располагању корисницима. Простор је климатизован, како би у сваком периоду био прихватљив за цјелодневно кориштење.

## Организација
Основне организационе јединице Библиотеке су:
- Дјечије одјељење
- Информативно-позајмно одјељење
- Завичајна збирка
- Одјељење обраде
- Студијска и читаоница обраде